# Amt Herzberg (Elster)
Das Amt Herzberg (Elster) war ein 1992 gebildetes Amt in Brandenburg, in dem sich 13 Gemeinden im damaligen Kreis Herzberg (seit 1993 Landkreis Elbe-Elster, Brandenburg) zu einem Verwaltungsverbund zusammengeschlossen hatten. Amtssitz war in der Stadt Herzberg (Elster). Das Amt wurde 2001 wieder aufgelöst, die meisten amtsangehörigen Gemeinden wurden in die Stadt Herzberg (Elster) eingegliedert. Es hatte zuletzt (Ende 2000) insgesamt 11380 Einwohner.

## Geographische Lage
Das Amt Herzberg (Elster) grenzte im Norden an das Amt Schönewalde, im Osten an das Amt Schlieben, im Süden an die amtsfreien Städte Doberlug-Kirchhain, Uebigau-Wahrenbrück und Falkenberg/Elster und im Westen an das Land Sachsen-Anhalt.

## Geschichte
Der Minister des Innern des Landes Brandenburg erteilte der Bildung des Amtes Herzberg (Elster) am 31. August 1992 seine Zustimmung. Als Zeitpunkt des Zustandekommens des Amtes wurde der 10. September 1992 festgelegt. Das Amt hatte seinen Sitz in der Stadt Herzberg (Elster) und bestand aus 13 Gemeinden im damaligen Kreis Herzberg (in der Reihenfolge ihrer Nennung im Amtsblatt):
1. Arnsnesta
2. Borken
3. Buckau
4. Fermerswalde
5. Friedersdorf
6. Gräfendorf
7. Mahdel
8. Osteroda
9. Polzen
10. Löhsten
11. Rahnisdorf
12. Züllsdorf
13. Herzberg (Elster)

Die Gemeinde Polzen bildete zum 31. Dezember 2001 zusammen mit den Gemeinden Kolochau und Malitschkendorf (Amt Schlieben) die neue Gemeinde Kremitzaue und wechselte in das Amt Schlieben.
Zum 31. Dezember 2001 wurden die Gemeinden Arnsnesta, Borken, Buckau, Fermerswalde, Friedersdorf, Gräfendorf, Löhsten, Mahdel, Osteroda, Rahnisdorf und Züllsdorf in die Stadt Herzberg (Elster) eingegliedert. Das Amt Herzberg (Elster) wurde zum selben Zeitpunkt aufgelöst.

## Belege
1. ↑  Landesbetrieb für Datenverarbeitung und Statistik Land Brandenburg Historisches Gemeindeverzeichnis des Landes Brandenburg 1875 bis 2005 19.4 Landkreis Elbe-Elster PDF
2. ↑  Bildung der Ämter Herzberg (Elster), Groß Kreutz und Welzow. Bekanntmachung des Ministers des Innern vom 31. August 1992. Amtsblatt für Brandenburg – Gemeinsames Ministerialblatt für das Land Brandenburg, 3. Jahrgang, Nummer 75, 5. Oktober 1992, S. 1866/7.
3. ↑  Bildung einer neuen Gemeinde Kremitzaue. Bekanntmachung des Ministeriums des Innern vom 4. Dezember 2001. Amtsblatt für Brandenburg Gemeinsames Ministerialblatt für das Land Brandenburg, 12. Jahrgang, 2001, Nummer 52, 27. Dezember 2001, S. 895 PDF
4. ↑  Eingliederung der Gemeinden Arnsnesta, Borken, Buckau, Fermerswalde, Friedersdorf, Gräfendorf, Löhsten, Mahdel, Osteroda, Rahnisdorf und Züllsdorf in die Stadt Herzberg/Elster. Bekanntmachung des Ministeriums des Innern vom 13. Dezember 2001. Amtsblatt für Brandenburg Gemeinsames Ministerialblatt für das Land Brandenburg, 12. Jahrgang, 2001, Nummer 52, 27. Dezember 2001, S. 895–7 PDF
5. ↑  Auflösung des Amtes Herzberg (Elster). Bekanntmachung des Ministeriums des Innern vom 13. Dezember 2001. Amtsblatt für Brandenburg Gemeinsames Ministerialblatt für das Land Brandenburg, 12. Jahrgang, 2001, Nummer 52, 27. Dezember 2001, S. 897 PDF